# Маріус-Арі Леблон
Маріу́с-Арі́ Лебло́н  (фр. Marius-Ary Leblond) — це колективний літературний псевдонім, під яким писали Жорж Атена і Еме Мерло — французькі письменники, журналісти й мистецтвознавці, лауреати Ґонкурівської премії 1909 року за роман «У Франції».
Примітка. Ця стаття слугує покажчиком. Див. окремі статті про цих письменників — Жорж Атена і Еме Мерло.